# Монастыриха (Тернопольская область)
Монастыриха (укр. Монастириха) — село в Гримайловской поселковой общине Чортковского района Тернопольской области Украины.
До 2020 года входило в Гусятинский район.
Код КОАТУУ — 6121684503. Население по переписи 2001 года составляло 291 человек.

## Географическое положение
Село Монастыриха находится у истоков реки Белая Криница,
на расстоянии в 3 км от села Туровка.

## Объекты социальной сферы
- Школа I—II ст.
- Клуб.
- Медпункт.